# Uli Kazmaier

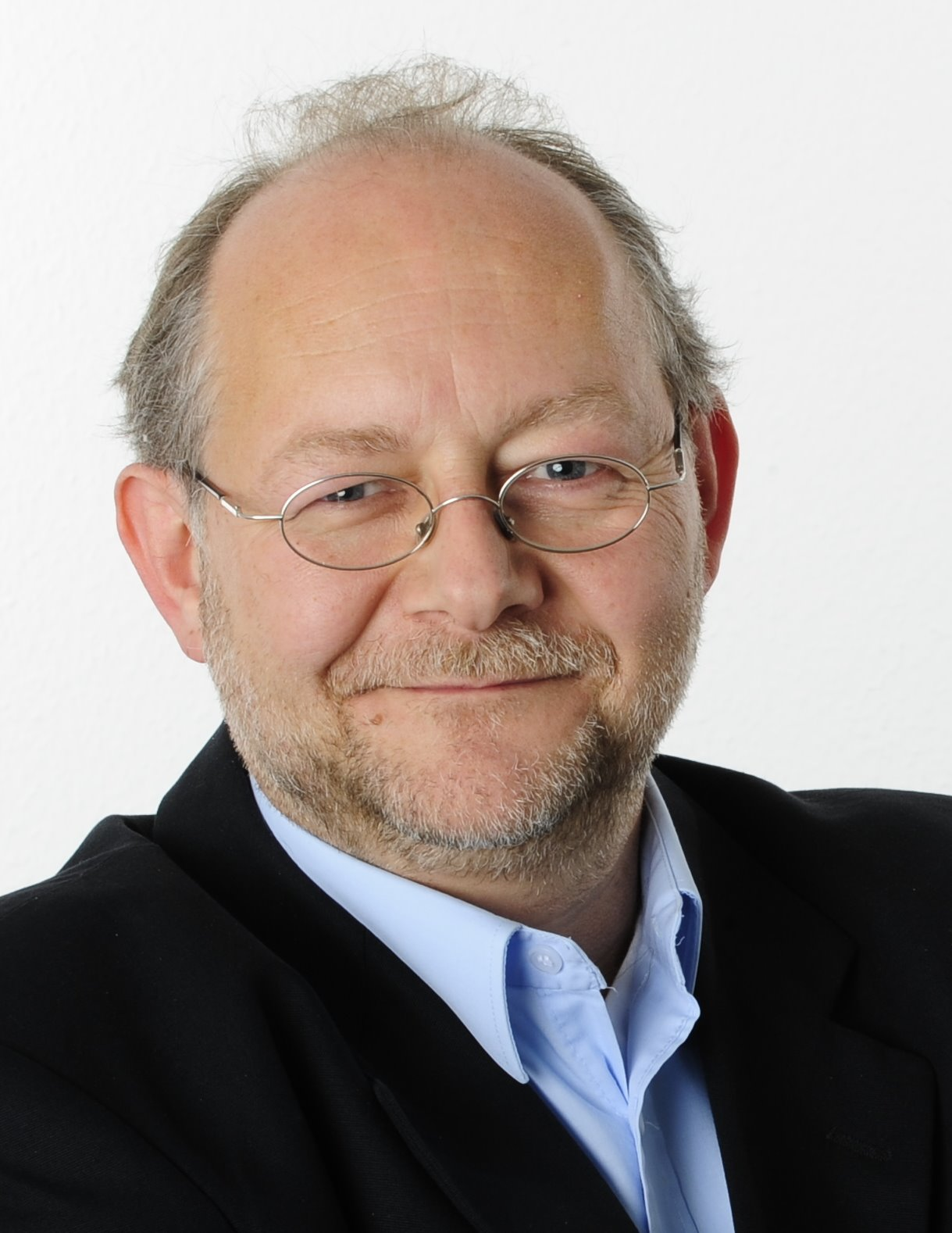
Uli Kazmaier

Uli Kazmaier (* 17. Januar 1960 in Bönnigheim) ist ein deutscher Chemiker. Seit 2001 ist er Professor für Organische Chemie an der Universität des Saarlandes.

## Leben
Uli Kazmaier studierte von 1979 bis 1986 in Stuttgart Chemie und promovierte 1989 auf dem Gebiet der Naturstoff-Synthese bei Ulrich Schmidt. Es folgten Forschungsaufenthalte an der Universität Marburg bei Manfred Reetz und an der Stanford University bei Barry M. Trost.
1992 begann er an der Universität Heidelberg im Umfeld von Günter Helmchen mit eigenen Forschungen auf dem Gebiet der Aminosäure- und Peptidchemie. 1997 habilitierte er in Heidelberg. Nachdem er zwischen 1998 und 2001 als Privatdozent in Heidelberg arbeitete und eine Lehrstuhlvertretung an der Universität Karlsruhe für Herbert Waldmann übernommen hatte, folgte der Ruf an die Universität des Saarlandes. Seit 2001 hat er dort den Lehrstuhl für Organische Chemie inne. Rufe an die Universitäten Bayreuth (2000) und Heidelberg (2006) lehnte er ab.

## Wissenschaftliches Wirken
Die Forschungsschwerpunkte von Uli Kazmaier sind zum einen die Entwicklung neuer Synthesemethoden sowie die Synthese von Natur- und Wirkstoffen. Neben metallorganischen Reaktionen kommen hierbei vor allem katalytische Prozesse zum Einsatz.
Nach ihm ist die Kazmaier-Variante der Claisen-Umlagerung benannt, bei der ein ungesättigter Aminosäure-Ester unter Zugabe von Lithiumdiisopropylamid und Zinkchlorid zu einer Aminosäure mit allylischem Rest in α-Position umlagert.

## Publikationen
Uli Kazmaier veröffentlichte über 200 wissenschaftliche Publikationen, Buchkapitel, Bücher und Magazinartikel.

## Werke (Auswahl)

### Bücher
- Chemie für Pharmazeuten: Unter Berücksichtigung des GK Pharmazie. Zusammen mit Hans Peter Latscha und Helmut Klein. 5. Auflage, Springer, Heidelberg, 2002. ISBN 978-3-540-42755-1
- Chemie für Biologen. Zusammen mit Hans Peter Latscha und Helmut Klein. 3. Auflage, Springer, Heidelberg, 2008. ISBN 978-3-540-78843-0
- Topics in Organometallic Chemistry - Transition Metal Catalyzed Enantioselective Allylic Substitution in Organic Synthesis. Springer, Berlin, Heidelberg, 2011.  ISBN 978-3-642-22749-3 (Herausgeberschrift)
- Organische Chemie – Basiswissen II.  Zusammen mit Hans Peter Latscha und Helmut Klein. 7. Auflage, Springer, Heidelberg, 2016. ISBN 978-3-662-46179-2

### Buchbeiträge
- Diastereoselective Hydrogenations In: Houben-Weyl - Methods of Organic Chemistry E 21 (Stereoselective Synthesis). Hrsg.: G. Helmchen, R. W. Hoffmann, J. Mulzer, E. Schaumann, Thieme, Stuttgart 1996 S. 4239–4316.
- Cross Coupling Reactions via p-Allyl-Intermediates In: Metal Catalyzed C-C and C-N Coupling Reactions. Hrsg.: A. de Meijere, F. Diederich, Wiley-VCH, Weinheim 2004. S. 531–583.
- Chelate Enolate Claisen Rearrangements. In: Claisen Rearrangements. Hrsg.: M. Hiersemann, U. Nubbemayer, Wiley-VCH, Weinheim 2007, S. 233–299.
- Metal Enolates as Synthones in Organic Chemistry. Zusammen mit D. Stolz. In: Patai - The Chemistry of Functional Groups Hrsg.: J. Zabicky, Wiley, New York 2009, S. 355–409.
- Transition metal catalyzed reactions towards the synthesis of amino acids and peptides. In: Frontiers in Asymmetric Synthesis and Application of alpha-Amino Acids. Hrsg.: V. A. Soloshonok, K. Izawa, ACS Books, Washington 2009, S. 157–176.
- Synthesis and Chemistry of a,b-Dehydroamino Acids. In: Amino Acids, Peptides and Proteins in Organic Chemistry Vol. 2. (Hrsg.: A. B. Hughes), Wiley-VCH, Weinheim 2009, S. 3–34.
- Cross-Coupling Reactions via p-Allylmetal Intermediates. Zusammen mit A, Bayer. In: Metal-Catalyzed Cross-Coupling Reactions and More, (Hrsg.: A. de Meijere, S. Bräse, M. Oestreich), Wiley-VCH, Weinheim 2014, S. 926–994.

### Zeitschriftenartikel
- Internal Redox Catalyzed by Triphenylphosphin. Zusammen mit B. M. Trost. I J. Am. Chem. Soc. 1992, Nr. 114, S. 7933–7935
- Synthesis of Unsaturated Amino Acids by [3,3]-Sigmatropic Rearrangement of Chelate-Bridged Glycine Ester Enolates. Angewandte Chemie  1994, Nr. 33, S. 998–999.
- Synthesis of Chiral γ,δ-Unsaturated Amino Acids by Asymmetric Ester Enolate Claisen Rearrangement. Zusammen mit A. Krebs. Angewandte Chemie 1995, Nr. 34, 2012–2013.
- Chelated Enolates of Amino Acid Esters—Efficient Nucleophiles in Palladium-Catalyzed Allylic Substitutions. Zusammen mit F.L. Zumpe. Angewandte Chemie 1999, Nr. 38, S. 1468–1470.
- Palladium-Catalyzed Allylic Alkylations without Isomerization—Dream or Reality?. Zusammen mit F.L. Zumpe. Angewandte Chemie  2000, Nr. 39, S. 802–804
- Regio- and Stereoselective Rhodium-Catalyzed Allylic Alkylations of Chelated Enolates. Zusammen mit D. Stolz. Angewandte Chemie  2006, Nr. 45, S. 3072–3075
- Highly Stereoselective Allylic Alkylations of Peptides. Zusammen mit J. Deska und A. Watzke. Angewandte Chemie 2006, Nr. 45, S. 4855–4858
- Pretubulysin, a potent and chemically-accessible tubulysin precursor from Angiococcus disciformis. Zusammen mit A. Ullrich, Y. Chai et al. Angewandte Chemie 2009, Nr. 47, S. 4422–4425
- A Straightforward Approach towards Cyclic Photoactivatable Tubulysin Derivatives. Zusammen mit J. Hoffmann. Angewandte Chemie 2014, Nr. 53, S. 11356–11360.
- Total Syntheses and Biological Evaluation of Miuraenamides. Zusammen mit L. Karmann, K. Schulz et al. Angewandte Chemie 2015, Nr. 127, S. 4502–4507